# Cosimo Imperiali
Cosimo Imperiali (ur. 24 kwietnia 1685 w Genui, zm. 13 października 1764 w Rzymie) – włoski kardynał.

## Życiorys
Urodził się 24 kwietnia 1685 roku w Genui, jako syn Ambrogia Imperialego i Marzii (Marii) Centurione. W młodości został referendarzem Trybunału Obojga Sygnatur i klerykiem Kamery Apostolskiej. 26 listopada 1753 roku został kreowany kardynałem prezbiterem i otrzymał kościół tytularny San Clemente. 8 grudnia 1754 roku przyjął święcenia diakonatu. W latach 1762–1763 był kamerlingiem Kolegium Kardynałów. Zmarł 13 października 1764 roku w Rzymie.